# Walenty Rakoniewski
Walenty Rakoniewski (ur. 12 lutego 1884 w Śliwno, zm. 24 listopada 1939 w Buchenwald) – powstaniec śląski, działacz społeczny.

## Życiorys
Był synem osadników z Wielkopolski, przybyłych na Śląsk - do Knurowa. Po ukończeniu szkoły ludowej został ślusarzem w knurowskiej kopalni. W czasie I wojny światowej został wcielony do armii pruskiej. Po zakończeniu działań wojennych wrócił do domu  i wstąpił do Polskiej Organizacji Wojskowej Górnego Śląska. 
W grudniu 1918 był delegatem na Sejm Dzielnicowy w Poznaniu. Po powrocie z Poznania wybrany został do Polskiej Rady Ludowej w Knurowie, której został przewodniczącym. Współzałożyciel Towarzystwa Śpiewaczego "Jedność" i biblioteki polskiej w Knurowie. 
Uczestnik I powstania śląskiego. W kampanii plebiscytowej organizator wieców i zebrań polskich w powiatach: rybnickim, raciborskim, toszecko-gliwickim i kozielskim. W III powstaniu dowodził kompanią wartowniczo-aprowizacyjną.
Jeszcze przed wybuchem I powstania śląskiego był prezesem Związku Zawodowego Górników w Knurowie. W latach 20. XX wieku w czasie walnego zebrania Ochotniczej Straży Pożarnej w Knurowie Rakoniewski wybrany został prezesem. Tę funkcję pełnił także w latach 30. 
We wrześniu 1939 roku został aresztowany przez Gestapo. Trafił do obozu w Buchenwaldzie, gdzie zmarł 24 listopada 1939 roku. 
W Knurowie jedna z ulic nosi nazwę Walentego Rakoniewskiego.